# Bar Facal
El Bar Facal, es uno de los bares uruguayos más tradicionales. Ubicado en la Avenida 18 de Julio y Yí, Barrio Centro, Montevideo, Uruguay. Fundado en 1882, por el gallego Manuel Facal y sus hermanos; es el bar céntrico uruguayo más antiguo.

## Historia

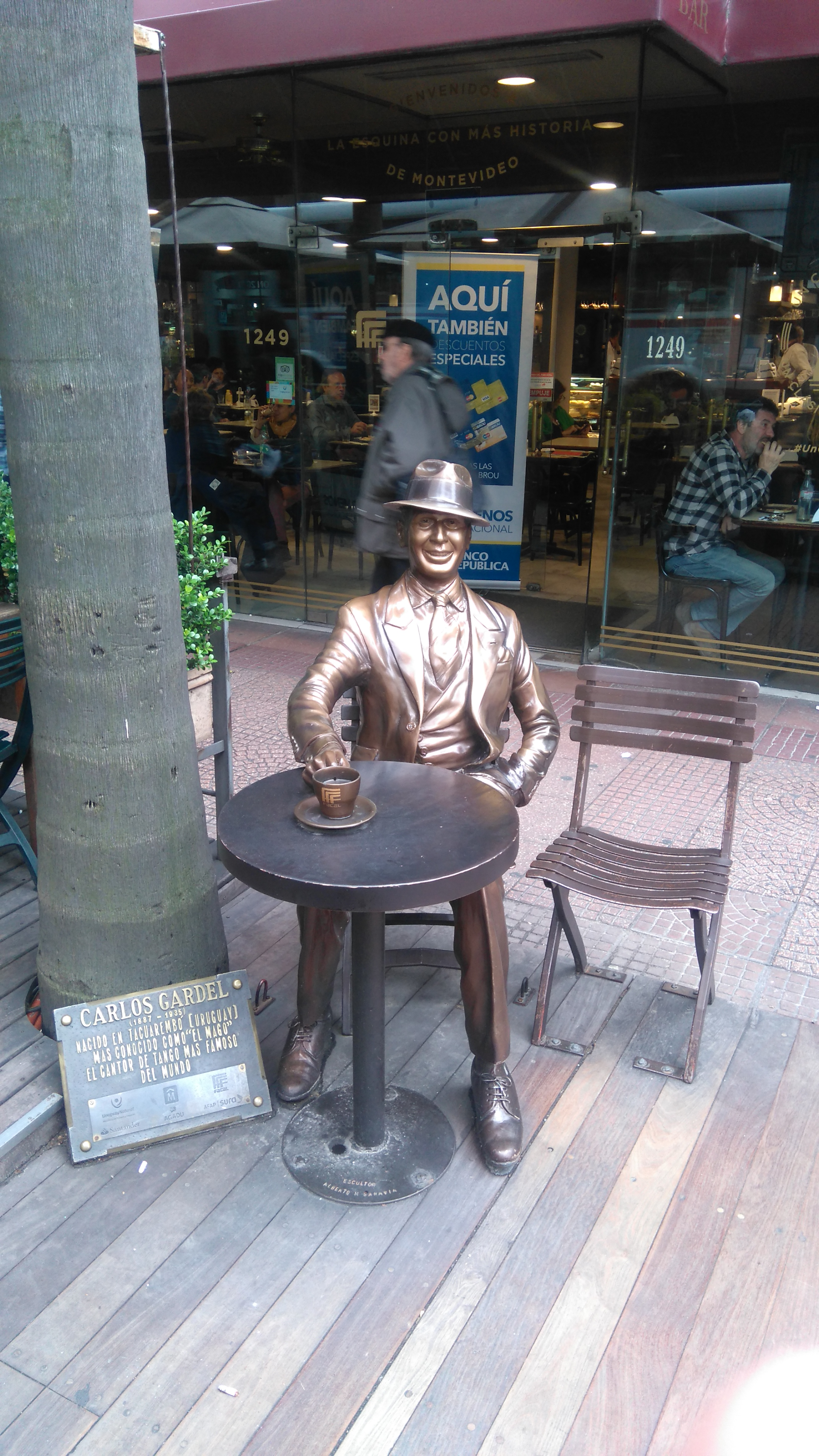
Estatua de Carlos Gardel en Bar Facal.

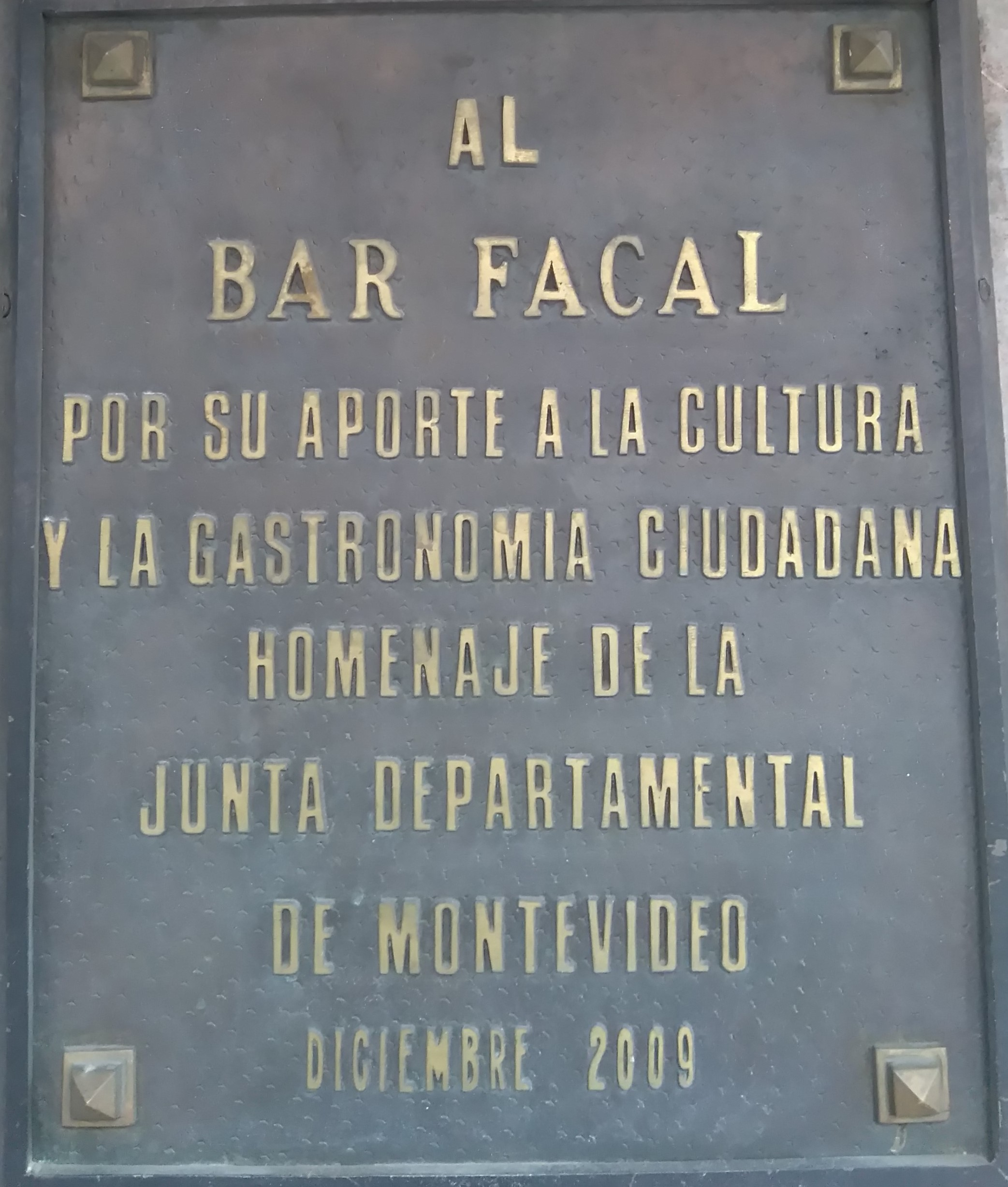
Placa en Bar Facal.

El popular bar del barrio Centro originalmente fue una fábrica de chocolates y dulce de membrillo.
En el exterior del bar hay una escultura en tamaño real de Carlos Gardely una fuente donde turistas dejan candados. Además, se realiza un espectáculo de tango a cielo abierto de lunes a sábados a las 13 horas.
En 2009, la Junta Departamental de Montevideo reconoce el aporte del bar a la cultura nacional y la gastronomía nacional mediante una placa que se encuentra en su fachada principal. También hay una placa de la Alcaldía de Medellín.
En 2010 se instaló en su fachada una pantalla de LED, la primera pantalla curva del país, que tiene 10 mm entre pixel y pixel, de avanzado para la época.
Actualmente, es el único bar accesible en todo Sudamérica, con accesibilidad para personas en silla de ruedas, sordas, baja audición y baja visibilidad. Tienen carta en braille, macrotipo, inglés y menú sin gluten.